# Bieriozowka (byrminskoje sielskoje posielenije)
Bieriozowka (ros. Берёзовка) – wieś (dieriewnia) w Rosji, w Kraju Permskim, w rejonie kungurskim. W 2010 liczyła 49 mieszkańców.